# Upper Grand Lagoon
Upper Grand Lagoon is een plaats (census-designated place) in de Amerikaanse staat Florida, en valt bestuurlijk gezien onder Bay County.

## Demografie
Bij de volkstelling in 2000 werd het aantal inwoners vastgesteld op 10.889.

## Geografie
Volgens het United States Census Bureau beslaat de plaats een oppervlakte van
41,3 km², waarvan 21,4 km² land en 19,9 km² water.

## Plaatsen in de nabije omgeving
De onderstaande figuur toont nabijgelegen plaatsen in een straal van 16 km rond Upper Grand Lagoon.